# Phylidorea (Macrolabina) temelskin
Phylidorea (Macrolabina) temelskin is een tweevleugelige uit de familie steltmuggen (Limoniidae). De soort komt voor in het Palearctisch gebied.